# Цейтцлер, Курт
Курт Цейтцлер или Зайцлер (нем. Kurt Zeitzler; 9 июня 1895, Хайдеблик — 25 сентября 1963, Ашау-им-Кимгау) — немецкий генерал-полковник, участник Второй мировой войны. В 1942—1944 годах — начальник штаба сухопутных войск (ОКХ).

## Биография

### Ранние годы
Сын священника. С 1914 года служил в армии. Участник Первой мировой войны, во время которой командовал пехотным батальоном.

### Вторая Мировая Война
Во время вторжения в Польшу в сентябре 1939 года Цейтцлер был начальником штаба генерала Вильгельма Листа, командующего 22-м моторизованным корпусом в составе 14-й армии.  В марте 1940 года он стал начальником штаба генерала фон Клейста, командующего танковой группой А, позднее переименованной в 1-ю танковую армию. Во время битвы за Францию Цейтцлер блестяще организовал и руководил танковым наступлением через Арденны. Он продолжал занимать этот пост во время вторжению в Югославию и битве за Грецию. 18 мая 1941 года  был награжден Рыцарским крестом Железного креста.
Наибольший успех пришёл к Цейтцлеру во время операции «Барбаросса» в 1941 году. В течение первых двух месяцев наступления 1-я танковая армия углубилась на восток, затем двинулась на юг к Чёрному морю, отрезав советские войска в битве при Умани, затем на север, окружив советские войска вокруг Киева, затем снова на юг через Днепр отрезав советские войска у Азовского моря. Во время всей этой  кампании Цейтцлер поддерживал бесперебойное движение 1-й танковой армии и обеспечивал доставку припасов. Высоко оценивая Цейтцлера, фон Клейст заметил: «Самой большой проблемой при таком рассредоточении армий было обеспечение снабжения».
В январе 1942 года был назначен начальником штаба генерала Герда фон Рундштедта,  (главнокомандующего войсками на Западе) и командующего группой армий D. Он сыграл важную роль в отражении рейда союзников на Дьепп 19 августа 1942 года.

#### Начальник штаба ОКХ
24 сентября 1942 года получил звание генерал пехоты и назначен начальником Генерального штаба ОКХ, заменив Франца Гальдера. Гитлер был впечатлен оптимистичными отчётами Цейтцлера. Альберт Шпеер вспоминал, что Гитлеру нужен был надёжный помощник, который, по словам Гитлера, «не размышляет о моих приказах, а энергично следит за их выполнением».
После повышения Цейтцлера Гитлер сначала был впечатлён его работоспособностью и боевым духом. В ноябре 1942 года советские  войска окружили 6-ю армию в Сталинграде. Цейтцлер рекомендовал 6-й армии немедленно прорваться и отойти от Сталинграда в излучину Дона, чтобы восстановить прорванный фронт. Вместо этого Гитлер пришёл в ярость, отменил приказ Цейтцлера и лично приказал 6-й армии держаться в Сталинграде, где она и была уничтожена.
Армейские коллеги призвали Цейтцлера самому отдать приказ о прорыве, но он отказался  противоречить главнокомандующему. В знак солидарности с голодающими войсками в Сталинграде Цейтцлер уменьшил свой рацион до их уровня. Гитлер был проинформирован об этих действиях Мартином Борманом. После двух недель и потери веса примерно на 12 кг Гитлер приказал Цейтцлеру прекратить голодовку и вернуться к обычному рациону. В начале 1943 года Цейтцлер разработал первоначальные планы операции «Цитадель».
Отношения Цейтцлера с Гитлером ухудшились в 1944 году. Гитлер обвинил его в поражении Германии в Крыму в апреле и мае. Это заставило Цейтцлера заявить  о своем желании уйти в отставку. К середине года Цейтцлер потерял всякую веру в тактику Гитлера в результате ухудшения ситуации в Западной Европе после высадки союзников в Нормандии и отказа Гитлера позволить группе армий «Центр» отойти на более удобные позиции на Восточном фронте. 1 июля у Цейтцлера случился нервный срыв, и он без разрешения покинул резиденции Гитлера в Бергхофе сказавшись больным. Гитлер больше никогда с ним не разговаривал и в январе 1945 года уволил его из армии без права ношения формы.

### Послевоенные годы
В конце войны Цейтцлер был захвачен британскими войсками. До конца февраля 1947 года находился в плену. Выступал в качестве свидетеля защиты во время Нюрнбергского процесса, работал с секцией военной  истории   Исторического отдела армии США.
Умер в 1963 году в Хоэнашау в Верхней Баварии.

## Награды
- Железный крест, 1-го и 2-го класса (1914) (Королевство Пруссия)
- Крест Фридриха (Герцогство Ангальт)
- Нагрудный знак «За ранение» чёрный (1918) (Германская империя)
- Орден «За военные заслуги» рыцарский крест с мечами (Болгария)
- Медаль «За выслугу лет в вермахте», с 1-го по 4-й класс
- Пряжка к Железному кресту 2-го и 1-го класса
- Рыцарский крест железного креста (18 мая 1941)
- Орден Креста Свободы 1-го класса со звездой и мечами (Финляндия)